# Palmyra, Utah
Palmyra är en ort i Utah County i delstaten Utah, USA.